# Déou (département)
Pour les articles homonymes, voir Déou.

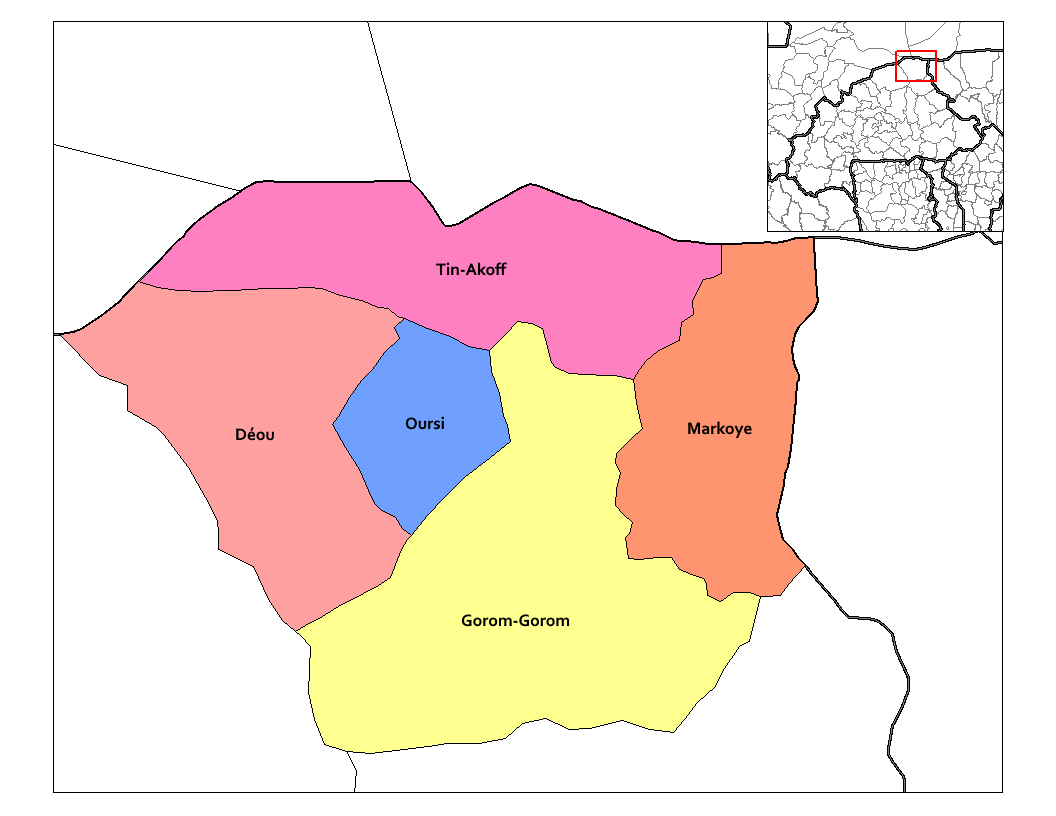
Localisation de la province de Oudalan

Déou est un département et une commune rurale du Burkina Faso située dans la province de l'Oudalan et dans la région du Sahel.
En 2006, le dernier recensement comptabilise 25 745 habitants.

## Villages
Le département se compose de 14 villages :
- Boukessi
- Déou (chef-lieu)
- Dibissi
- Férério
- Gandafabou-Guelgobé
- Gandafabou-Kelwélé
- Gargassa
- Gountawola
- Gountouré-Gnégné
- Gountouré-Kiri
- Kitagou
- Saba
- Tiofa
- Tountré-Poli